# David Ricardo
David Ricardo [dêjvid rikárdo], angleški ekonomist in politik, * 18. april 1772, London, Anglija, † 11. september 1823, Gloucestershire, Anglija.
Velja za enega izmed najvplivnejših klasičnih ekonomistov. Bil je izjemno nadarjen borzni posrednik, med hitrimi spremembami na britanskem trgu v času napoleonskih vojn mu je s premišljenim vlaganjem uspelo zaslužiti veliko premoženje, tako da je do konca življenja postal izjemno bogat. Kot član parlamenta je podpiral liberalne ideje in močno zagovarjal prosto trgovino. 
Ricardo se je kot ekonomist temeljito ukvarjal s tedanjim stanjem britanskega gospodarstva ter pogosto objavljal krajša besedila, v katerih je analiziral pereče probleme ekonomsko-političnega stanja države. Poleg tega je razvijal tudi teoretične ideje, kot sta sorazmerna prednost in Barro-Ricardova ekvivalenca, ki sta v širšem ekonomskem kontekstu pomembni še danes. Njegovo najpomembnejše delo, knjiga Načela politične ekonomije in obdavčenja, predstavlja celovit pregled ekonomske vede na začetku 19. stoletja in je pomembna nadgradnja teorij na področju politične ekonomije. 
Ricardo je bil v stiku z večino najpomembnejših ekonomistov svoje dobe in tako bil v središču razvoja klasične ekonomije, ki jo je utemeljil njegov velik vzornik Adam Smith. Bil je tudi bližnji prijatelj Jamesa Milla, s katerim je tesno sodeloval na akademskem področju, Ricardove ideje pa so bile tudi močan zgled za Jamesovega sina Johna Stuarta Milla. Ricardova teorija razdelitve, predvsem pa njegov koncept delovne teorije vrednosti, sta bila pomembna tudi za Karla Marxa, saj sta vplivali na razvoj njegovega lastnega ekonomskega modela. 

## Življenje
David Ricardo je bil britanski politični ekonomist, sicer eden vplivnejših klasičnih ekonomistov poleg Thomasa Malthusa, Adama Smitha in Jamesa Milla. Rodil se je 18. aprila 1772 v Londonu kot eden od več otrok uspešnega židovskega borzijanca. Ko je bil star 14 let, je moral zapustiti šolo, da je pomagal očetu, in je hitro pokazal talent za borzne špekulacije. Z 21 leti se je sprl z družino, ker se je poročil s kvekerko in prestopil v krščansko vero. Zato je ostal brez sredstev. Prijatelji, ki so poznali njegove poslovne sposobnosti, so mu z majhnim posojilom omogočili, da je začel na svoje. V kratkih štirih letih se mu je posrečilo, da je zbral za tedanje razmere velikansko bogastvo: tako je lahko s 25. leti sklenil, da bo nadoknadil zamujeno ter se začel izobraževati in ukvarjati z znanostjo. Kupil si je na deželi posestvo, si uredil mineraloško zbirko in kemijski laboratorij ter proučeval matematiko.
‏‏‎
Toda ko je bil leta 1799 na letovanju, je – pravijo – iz dolgočasja vzel v roke Bogastvo narodov, delo Adama Smitha. Delo je napravilo nanj tako globok vtis, da je sklenil postati politični ekonomist. Tudi to mu je uspelo: ko je leta 1823 (11. septembra) v starosti 51 let zaradi vnetja srednjega ušesa umrl, so njegovo delo – vsaj najbolj kritični duhovi – priznavali za najvišji dosežek v dotedanjem razvoju ekonomske misli.

## Politična dejavnost
Ricardo si je skoraj proti svoji volji (prijatelji so ga namreč vztrajno nagovarjali in bodrili, saj se je sam s težavo in obotavljanjem odločil stopiti s svojimi nazori v javnost) pridobil mesto v parlamentu in postal javni delavec ter prvi parlamentarni izvedenec za denarne zadeve, hkrati pa oster teoretik. Ricardovo zanimanje so najprej pritegnili denarni problemi, saj vlada ni mogla financirati vojne proti Napoleonu z rednimi dohodki.
V nadaljevanju je 21. februarja 1821 z opozicijo glasoval v podporo liberalnim gibanjem v Neaplju, 21. junija na Siciliji in 6. junija za preiskavo o izvajanju pravosodja v Tobagu. Odločil se je za odpravo zakona o bogokletnih in uporniških klevetah (8. maja), preiskavo Peterloojskega pokola (16. maja) in odpravo smrtne kazni zaradi ponarejanja (25. maja, 4. junija).
Odločno je podpiral izvajanje proste trgovine. 9. februarja 1821 je glasoval proti obnavljanju dajatev na sladkor in nasprotoval višjim dajatvam indijske kolonije. Nasprotoval je dajatvam na les. Tiho je glasoval za parlamentarno reformo in 23. maja 1822 spregovoril v njeno korist na večerji v Westminstru. 4. junija je ponovno glasoval za reformo kazenskega prava.

## Ideje

### Delovna teorija vrednosti
Za razlago vrednosti dobrin Ricardo uporabi delovno teorijo vrednosti, pri kateri zreducira vrednost blaga na količino dela, potrebnega za njegovo produkcijo. Relativne cene blaga ob tem težijo k naravnim cenam, ki odsevajo relativne količine dela, potrebnega za proizvod blaga. Če se cena blaga dvigne nad naravno ceno, se bo ljudem splačalo prodajati več tega blaga, tako pa se bo cena spet začela vračati proti naravni ceni. Ricardo je na podlagi tega zaključil, da cene blaga sicer zaradi sprememb na trgu lahko nihajo, vendar se sčasoma ponovno vzpostavi ravnovesje na podlagi naravnih cen.
Pri tem nadgradi Smithovo splošno teorijo vrednosti; Smith namreč zagovarja uporabo delovne teorije vrednosti le v primeru preprostih agrarnih ekonomij in v zgodnjih dobah razvoja družb, Ricardo pa poskusi izpeljati dosledno delovno teorijo vrednosti, ki velja tudi znotraj razvitega kapitalizma. Delovna teorija vrednosti je objektivna, kar pomeni, da je njena začetna točka produkcija okoli katere se vrti pojem vrednosti. Teorija je od 19. stoletja začela izgubljati na pomenu, nadomestila jo je 'subjektivna teorija vrednosti', kjer naj bi vrednost določala posameznikova lastna presoja o vrednosti blaga.
Teorija delovne vrednosti prvotno ni bila mišljena kot opis zgodovine in družbenih razmer v resničnem svetu, Smith in Ricardo sta teorijo obravnavala zgolj kot model, s katerim sta hotela bolj natančno opisati vrednost blaga. Karl Marx pa je teorijo umestil v zgodovinsko specifičen kontekst, na njeni podlagi pa je osnoval kritiko kapitalistične družbe. Če res vse cene blaga odražajo delo, vloženo v proizvod le-tega, imajo lahko kapitalisti dobiček le tako, da izkoriščajo svoje delavce in jim plačujejo manj, kot je njihovo delo res vredno.

### Teorija razdelitve
Ricardova teorija razdelitve je središče njegovega dela. Njegov mehanizem razdelitve je odvisen od tehničnih in družbenih dejstev. Imamo tehnični zakon padajočega donosa, ki sili družbo v obdelovanje zemljišč različne kakovosti, da zadosti svojim potrebam po hrani in surovinah. Razdelitev pa je močno pogojena tudi z institucionalnimi omejitvami, kot so žitni zakoni in pripadnost različnim družbenim razredom (zemljiški lastniki, kapitalisti in delavci). Ricardo poudarja pomen profita v razdelitvi, saj meni, da je le-ta vir družbenega napredka in akumulacije. Da bi lahko prišel do velikosti profita, pa mora razrešiti tudi vprašanje drugih dveh elementov razdelitve: mezde in rente. Vsi trije elementi določajo višino ustvarjene vrednosti v družbi. Naloga politične ekonomije je, da se dokoplje do zakonov, ki urejajo razdelitev med družbenimi razredi.

#### Teorija rente
Ricardo največji del svoje analize posveti renti, ki jo zemljiški lastniki dobivajo v zameno za uporabo zemljišča in je v nasprotju z interesi družbe kot celote. S tem napada zemljiške lastnike in njihova prizadevanja za ohranitev institucionalnih omejitev, ki jim omogočajo visoke rente. Razloži jo s pomočjo zakona padajočega donosa, ki nastane zaradi uporabe vedno slabših zemljišč oziroma uporabe dodatnih količin dela in kapitala na obstoječih zemljiščih. Renta nastane kot razlika v proizvodnji med bolj intenzivno obdelovanimi in manj intenzivno obdelovanimi zemljišči. Lahko jo opredelimo kot: »Dohodek, ki si ga nekdo prisvaja na osnovi denarnega kapitala, vrednostnih papirjev, razvite nove tehnologije, lastnine nad nepremičninami itd. brez sodelovanja lastnega dela.«
V zgodnjem kapitalizmu se je renta pojavila kot posledica monopola nad naravnimi dejavniki proizvodnje. Zanje je značilno, da so redki in zato omejeni pri uporabi. Cene proizvodov v kmetijstvu se oblikujejo glede na cene proizvodov, pridelanih na najslabših zemljiščih, ki so za pokritje družbenih potreb potrebna obdelave. Lastniki zemljišč imajo tako monopol nad obdelovalno zemljo, ki je na razpolago v omejenem obsegu.
Za klasični kapitalizem je značilno, da večina lastnikov ne sodeluje v proizvodnji in je ne organizira. Kapital je tako hkrati ločen od lastnika zemlje in mezdnih delavcev. Lastniku kapital (zemlja) vsako leto prinaša določeno zakupnino (rento), tako kot finančnemu kapitalistu vloženi denar obresti.
Ricardo je poznal samo diferencialno rento. Tako postavi pravilno splošno formulacijo rente: »Renta je vedno razlika med donosi, ki se dosežejo z uporabo dveh enakih količin dela in kapitala.« Absolutne rente ne definira. Odvisna je od različne rodovitnosti zemljišč.

#### Mezde
Ricardo pravi, da ima delo, kakor vse druge stvari, ki se kupujejo in prodajajo, naravno in tržno ceno. Loči torej dve vrsti cen dela: naravno in tržno.
Naravna cena dela je tista, ki omogoči delavcem in njihovim družinam preživetje, ne da bi se njihovo število povečalo ali zmanjšalo. Odvisna je od cene hrane in življenjskih potrebščin, ki jih potrebuje posameznik za vzdrževanje sebe in svoje družine. Tako pri naraščanju cene hrane in življenjskih potrebščin narašča naravna cena dela, pri padanju le-teh pa naravna cena dela pada. Ko se družba razvija, naravna cena dela teži k naraščanju. Določa se po ceni hrane, ki pa narašča zaradi čedalje večjih težav pridobivanja.
Tržna cena dela je odvisna od ponudbe in povpraševanja na trgu dela in je visoka, kadar je povpraševanje po delu veliko, oziroma nizka, kadar je povpraševanje po delu majhno. Tako kot druge cene dobrin kaže tudi cena dela tendenco, da bi se prilagajala naravni.
Ricardo pravi, da se v družbi, ki napreduje, cena nahaja nekoliko nad naravno stopnjo. To pojasnjuje z nenehnim povečevanjem kapitala, ki omogoča proizvodnjo večje količine dobrin. Za proizvodnjo večje količine dobrin pa je posledično potrebna tudi večja količina dela, ki dviguje tržno ceno dela (mezdo) nad naravno ceno. Pri tem se položaj delavcev izboljša le neznatno, ker povišane cene hrane in drugih življenjskih potrebščin izničijo povečanje mezde. Ob majhni izboljšavi položaja delavcev se ponudba dela zaradi naraščanja prebivalstva poveča in zniža tržno ceno dela na raven povečane naravne cene dela.
Tržna cena mezd narašča z vsakim napredkom družbe in naraščanjem kapitala. To je posledica ponudbe in povpraševanja po delu in naraščanjem cen dobrin, za katere se mezde izdajajo.

#### Gibanje profita
Ricardova teorija razvoja kapitalističnega gospodarstva se skoraj v celoti opira na zakon padajočega donosa v kmetijstvu, katerega veljavnost naj bi vplivala na tendenčno zniževanje profitne stopnje. Profiti in mejna produktivnost dela pada, ko zaposlujemo dodatne enote dela. Pri tem se povečujejo rente in mezdni zneski. Ricardo opredeli kategorijo profita kot razliko med vrednostjo proizvoda in vrednostjo, ki se delavcem izplača v obliki mezd.
Iz zgoraj navedenih sklepamo, da sta za padanje profitnih stopenj krivi predvsem dejstvi:
- Višina rent, ki se izplačujejo zemljiškim lastnikom, sčasoma narašča. Razlog velja iskati v padajočih donosih v kmetijstvu ter konkurenci med zemljiškimi zakupniki.
- Višina nominalnih mezd, ki v času narašča. Razlog za to Ricardo vidi v višanju cen življenjskih potrebščin zaradi delovanja padajočih donosov v kmetijstvu ter zviševanja stroškov proizvodnje hrane, ki so s padajočimi donosi povezani. K višanju cen življenjskih potrebščin pripomorejo tudi žitni zakoni, ki držijo cene žita na vrtoglavi višini.

Ricardo ugotavlja, da je višina mezd in profitov v obratnem odnosu. Čim večji delež kapitalistovih stroškov gre za mezde, tem manjši bodo profiti kapitalistov in manjša bo profitna stopnja. Enako velja za rente. Tudi višina rent in višina profitov sta v obratnem odnosu. Obe medsebojni povezavi vplivata na to, da profitna stopnja na dolgi rok pada.

### Model zunanje trgovine
Ricardo je kritiziral merkantilizem, gospodarsko teorijo, ki je v Evropi prevladovala med leti 1500 in 1750. Glavna ideja merkantilizma je aktivna trgovska bilanca, povečevanje izvoza in zmanjševanje uvoza, s čimer naj bi se povečal dobiček. V svoji teoriji zunanje trgovine pa je zagovarjal prost trg, obojestransko trgovino med državami ter nasprotoval uvoznim omejitvam.
Teorijo je utemeljeval na svoji teoriji sorazmerne prednosti (pogosto se uporablja tudi izraz komparativna prednost), razširjeni teoriji absolutne prednosti Adama Smitha, in specializaciji, ideji, da vsaka država gospodarstvo usmeri v proizvodnjo točno določenih dobrin.
Ricardova teorija zunanje trgovine ima pomembne implikacije, saj med drugim pokaže, da države med seboj vedno lahko trgujejo in imajo pri tem obojestransko korist, da lahko industrija razvite države tekmuje s poceni delovno silo v industriji države v razvoju, ter izpostavi razliko v tehnologiji za možen teoretični razlog, da do trgovanja med državami sploh prihaja.

#### Zakon sorazmerne prednosti
Sorazmerna, komparativna ali primerjalna prednost v ekonomiji je prednost, ki jo ima nek akter zaradi manjšega vložka glede na svoje lastne sposobnosti nad svojim trgovskim partnerjem pri trgovanju z dobrinami. Zakon sorazmerne prednosti pravi, da bo trgovanje za obe strani najbolj koristno, ko bo akter partnerju prodajal dobrine, pri katerih ima sorazmerno prednost sam, kupoval pa tiste, pri katerih ima sorazmerno prednost njegov partner.
Absolutna prednost, ki jo je Ricardo hotel nadgraditi, je prednost, ki jo ima akter v primerjavi s svojim partnerjem, ko za pridobitev ene enote določene dobrine potrebuje manjši absolutni vložek, torej manj porabljenega časa in sredstev (v taki situaciji lahko rečemo, da je akter uspešnejši pri proizvodnji te dobrine). Ko govorimo o sorazmerni prednosti, pa namesto absolutnega vložka gledamo relativno velikost vložka akterja glede na velikost vložkov istega akterja za pridobitev drugih dobrin. Pri tem sorazmernega vložka ne obravnavamo kot porabljenega časa in sredstev, potrebnih za proizvod dobrine, temveč o količini drugih dobrin, ki bi jih lahko proizvedli, namesto da smo proizvedli ravno to dobrino, a smo se njihovemu proizvodu mogli ravno zato odreči.
Država ima v trgovanju s svojim trgovskim partnerjem z dvema dobrinama  sorazmerno prednost pri proizvodnji dobrine {\displaystyle A} natanko tedaj, ko velja: 
{\displaystyle S_{A}/S'_{A}>S_{B}/S'_{B}}
neenačbo lahko pretvorimo tudi v ekvivalentno obliko: 
{\displaystyle S_{A}/S_{B}>S'_{A}/S'_{B}}
pri čemer je {\displaystyle S_{A}} strošek oziroma vložek, potreben za proizvodnjo dobrine {\displaystyle A} v obravnavani državi, {\displaystyle S_{B}} strošek oziroma vložek, potreben za proizvodnjo dobrine {\displaystyle B} v obravnavani državi, {\displaystyle S'_{A}} strošek oziroma vložek, potreben za proizvodnjo dobrine {\displaystyle A} v trgovski partnerici obravnavane države, {\displaystyle S'_{B}} pa strošek, potreben za proizvodnjo dobrine {\displaystyle B} v trgovski partnerici obravnavane države. 
Pomembna lastnost sorazmerne prednosti je ta, da jo za določene dobrine akter ima, tudi če ima njegov partner absolutno prednost pri pridobivanju čisto vseh dobrin, s katerimi trgujeta. Ker je za uspešno trgovanje z dobrinami pomembna sorazmerna in ne absolutna prednost, bo tako tudi akter, ki je na vseh področjih slabši v pridobivanju dobrin, še vedno lahko s svojim uspešnejšim partnerjem. To pa na primer pomeni, da se državi z zelo uspešnim gospodarstvom splača trgovati tudi z veliko manj razvitimi državami.
‏‏‎Ricardo je zakon sorazmerne prednosti ponazoril v knjigi Načela politične ekonomije in obdavčenja. Zamislil si je situacijo, v kateri prikazuje dve državi, Anglijo in Portugalsko, ki se ukvarjata s proizvodnjo dveh dobrin, suknje in vina.
Če bi bila ena država uspešnejša pri proizvodnji ene dobrine, druga pa pri proizvodnji druge, je precej jasno, da se bo državama splačalo trgovati, pri čemer bo vsaka država izvažala tisto dobrino, pri proizvodnji katere je uspešnejša, uvažala pa tisto, pri proizvodnji katere je manj uspešna. Tako se vsaka izmed obeh držav osredotoči na tisto proizvodnjo, pri kateri ji gre bolje, in skupna produktivnost obeh držav se poveča. Vzpostavitev takih trgovskih odnosov se da pojasniti že samo z uporabo koncepta absolutne prednosti, saj jo ima vsaka država pri tisti dobrini, pri proizvodnji katere je bolj uspešna. Tako razmerje je obravnaval že Adam Smith v delu Bogastvo narodov.
Ricardo pa si je zamislil, da je ena država, v njegovem primeru Portugalska, uspešnejša pri proizvodnji obeh obravnavanih dobrin, tako vina kot suknje. V tem primeru bi z obravnavanjem s stališča absolutnih vrednosti zaključili, da je pri obeh dobrinah v absolutni prednosti Portugalska, zaradi česar naj se ji ne bi splačalo trgovati z Anglijo.
Z matematično analizo pa je Ricardo v svojem delu pokazal, da to ne drži, primer pa obrazložil s svojim konceptom sorazmerne prednosti: Anglija ima še vedno sorazmerno prednost (ampak ne tudi absolutne) pri tisti dobrini, za proizvodnjo neke količine katere bi se morala odpovedati manjši količini druge dobrine, kot bi se ji morala odpovedati Portugalska za isto količino tiste dobrine.
V primeru v Načelih politične ekonomije in obdavčenja so konkretne vrednost sledeče:
Anglija potrebuje:
- leto dela 100 delavcev za enoto suknje
- leto dela 120 delavcev za enoto vina

Portugalska potrebuje:
- leto dela 90 delavcev za enoto suknje
- leto dela 80 delavcev za enoto vina

Portugalska je pri proizvodnji obeh dobrin uspešnejša od Anglije, saj v primeru obeh dobrin porabi manj stroškov (90 < 100, 80 < 120), v skladu z Ricardovo delovno teorijo vrednosti izraženih v opravljenem delu delavcev v enem letu, za proizvod ene enote dobrine. Torej ima Portugalska absolutno prednost pri obeh dobrinah.
Vendar pa ima Anglija sorazmerno prednost pri trgovanju s suknjo. Če hoče proizvesti dodatno enoto suknje, mora za leto dni prestaviti 100 dodatnih delavcev iz proizvodnje vina na proizvodnjo suknje. Če hoče Portugalska doseči isto, mora prestaviti le 90 delavcev.
Produktivnost posameznega delavca za vsako dobrino v vsaki državi pa je sledeča:
Angleški delavec:
- 1⁄100 enote suknje na leto
- 1⁄120 enote vina na leto

Portugalski delavec:
- 1⁄90 enote suknje na leto
- 1⁄80 enote vina na leto

Če Anglija prestavi 100 delavcev na proizvodnjo suknje in s tem pridobi 1 enoto suknje, s tem izgubi možnost za pridobitev 100 × 1⁄120 = 5⁄6 enote vina. Če Portugalska prestavi 90 delavcev na proizvodnjo suknje in s tem prav tako pridobi 1 enoto suknje, s tem izgubi možnost za pridobitev 90 × 1⁄80 = 9⁄8 enote vina.
Izgube pri proizvodnji suknje so za Portugalsko torej za 7⁄24 enote vina večje kot za Anglijo, kar pomeni, da ima v trgovini s suknjo s Portugalsko sorazmerno prednost.
Položaj lahko predstavimo tudi iz drugega vidika. Če Anglija prestavi enega samega delavca iz proizvodnje vina na proizvodnjo suknje, se bo produktivnost delavca spremenila za 1⁄100 − 1⁄120 = 1⁄600 enote. Če Portugalska s svojim delavcem stori isto, se bo spremenila 1⁄90 − 1⁄80 = − 1⁄720. Ker ima Portugalska pri premiku delavcev na proizvodnjo suknje izgubo produktivnosti, Anglija pa dvig, se Portugalski splača obdržati oz. celo prestaviti svojo delovno silo na proizvodnjo vina, svoje potrebe po suknji pa zapolniti z uvozom iz Anglije.
Če torej Portugalska in Anglija prvotno zase vsaka proizvaja točno po 1 enoto vsake dobrine letno, ima Portugalska 170 delavcev, Anglija 220, skupaj pa na leto proizvedeta 2 enoti vina in 2 enoti suknje. Ko začneta trgovati, lahko Anglija prestavi svoje delavce na proizvodnjo suknje, Portugalska pa svoje na proizvodnjo vina. V tem primeru se na leto proizvede 170 × 1⁄80 = 2,125 enot vina ter 220 × 1⁄100 = 2,2 enot suknje. Če Portugalska trguje z Anglijo, bo tako med njima na leto 1⁄8 enote vina in 1⁄5 enote suknje več, kot če ne bi.

### Ricardova ekvivalenca
Ricardova ekvivalenca ali Barro-Ricardova ekvivalenca (ameriški ekonomist Robert Barro je v drugi polovici 20. stoletja razširil prvotno idejo) je hipoteza, po kateri naj bi bili potrošniki sposobni predvideti in upoštevati vplive fiskalne politike na trgu, kar bi posledično izenačilo kakršnekoli oblike fiskalne politike, ki imajo enak cilj, tako da bi bila sprememba v skupnem povpraševanju neodvisna od pristopa, ki ga vlada izbere pri izvajanju določene fiskalne politike. 
Tako lahko na primer država financira svojo dejavnost z obdavčitvijo ali z izdajanjem državnih obveznic. Ker pa je treba tudi obveznice enkrat odplačati, se odločitev zreducira na to, kdaj bo država obdavčevala: že sedaj, če se že danes odloči za obdavčitev, oziroma nekoč v prihodnosti, če danes izda obveznice. 
Po hipotezi pa so potrošniki sposobni predvideti, kako se mora spreminjati fiskalna politika; zavedajo se v prejšnjem odstavku opisanega načela, ki ga tudi upoštevajo pri sprejemanju odločitev. Če se vlada odloči za izdajo obveznic namesto za zviševanje davkov, bodo potrošniki predvideli zviševanje davkov v prihodnosti. Zato bodo danes kljub nespremenjenim davkom varčevali, namesto da bi zapravljali, razlika v potrošnji med sedanjostjo in preteklostjo pa je ravno enaka, kot bi bila, če bi se zvišali davki. Tako sta obe metodi zbiranja državnih sredstev ekvivalentni. 
Ricardova ekvivalenca vsebuje 4 predpostavke: 
1. Kapitalistična ureditev gospodarstva v državi
2. Daljnovidni, racionalni potrošniki
3. Težnja potrošnikov po enakomerni potrošnji skozi življenje
4. Potrošniki mislijo tako nase kot na svoje potomce (medgeneracijski altruizem)

Zaradi povsem teoretične narave in idealiziranih pogojev hipoteze le-ta vsaj v svoji najbolj formalni obliki v resničnem svetu načeloma ni aplikativna, vseeno pa se povsem uspešno da uporabljati nekatere šibkejše oblike te hipoteze.

## Dela
David Ricardo je napisal eno knjigo, Načela politične ekonomije in obdavčenja, pomemben del njegovega opusa pa sestavljajo tudi časopisni članki, pamfleti (spisi, v katerih se kritizira določeno stvar), enciklopedijski sestavki in korespondence. Med ostalimi deli veljata za najpomembnejša An Essay on the influence of a Low Price of Corn on the Profits of Stock in The High Price of Bullion, a Proof of the Depreciation of Bank Notes, ki sta izšla v obliki pamfleta. Vredno je omeniti tudi Essay on the Funding System, v katerem je predstavljen koncept Ricardove ekvivalence.

### On the Principles of Political Economy and Taxation
‏‏‎
Ta knjiga, izdana leta 1817, je njegovo najobsežnejše delo. V njej družbo razdeli na tri razrede, lastnike zemlje, lastnike premoženja in delavce, vsi trije pa med seboj delijo skupno količino proizvedenih dobrin. Ricardo kot glavno nalogo politične ekonomije, ki jo obravnava v knjigi, vidi ugotavljanje zakonov, ki določajo, kako se proizvedeno razdeli med razrede. V svojem delu se osredotoči na tista področja, za katera se mu zdi, da jih v ekonomiji v tistem času še niso dovolj dobro razvili. Tako na primer dopolnjuje teorije, ki sta jih že razvila Adam Smith in Jean-Baptiste Say.
V knjigi obravnava tudi obdavčevanje, do katerega ima negativno mnenje. Verjame, da visoko obdavčevanje vodi v zviševanje splošne ravni cen in manjšo akumulacijo kapitala.
Gre za edino njegovo delo prevedeno v slovenščino.

### An Essay on the influence of a Low Price of Corn on the Profits of Stock
V pamfletu »Razprava o vplivu nizke cene žita na profite od kapitala« (1815) je Ricardo kritiziral uvozne omejitve, ki bi jih prinesli sporni Žitni zakoni (Corn Laws), če bi bili sprejeti. Žitni zakoni, ki so pozneje tudi bili sprejeti, so določili visoke uvozne carine za žito in prepoved uvoza žita, če je bila cena domačega žita nižja od določene vrednosti.

### The High Price of Bullion, a Proof of the Depreciation of Bank Notes
Pamflet »Visoka cena zlatih palic - dokaz razvrednotenja bankovcev« je ob izidu (1810) hitro postal zelo popularen in doživel še tri ponatise. V njem Ricardo analizira visoko rast cen zlata v Angliji med leti 1799 in 1804 ter ponovno rast v času, ko je pamflet izšel, ki se je začela leta 1809, ko je že kazalo, da se bo cena vrnila na nivo pred letom 1799. Dvig cene zlata se je začel po tem, ko je vlada banki leta 1797 prepovedala menjavo bankovcev za zlato. 
Ricardo je v pamfletu trdil, da je dvig cene posledica nepokrite emisije bankovcev, ki jo je angleška banka začela izvajati po letu 1797, kar je povzročilo razvrednotenje papirnatega denarja. Kot rešitev predlaga zmanjševanje denarnega obtoka z umikom bankovcev iz obtoka in plačevanjem obveznosti v zlatu namesto v denarju. Na ta način naj bi cena zlata ponovno padla.

### Essay on the Funding System
V »Eseju o sistemu financiranja« (1820) Ricardo ugotavlja, ali bi prišlo do kakršnihkoli razlik, če bi britanska vlada financirala napoleonske vojne ali z obveznicami ali z zviševanjem davkov.  
Razprava temelji na hipotezi Ricardove ekvivalence, na podlagi katere zaključi, da razlik najverjetneje ne bi bilo. 

### The work and correspondence of David Ricardo
V tej knjigi (1951) je ekonomist Piero Sraffa zbral vsa dela Davida Ricarda.

## Ricardo v slovenski literaturi
Načela politične ekonomije in obdavčenja so edino Ricardovo delo, prevedeno v slovenščino. Knjiga je v slovenskem prevodu izšla leta 1962, prevedel pa jo je Jože Lavrič.
Najobsežnejše delo slovenskega avtorja v zvezi z Davidom Ricardom je Ricardova teorija vrednosti. Knjiga pokriva Ricardovo življenje in tudi vse njegove pomembnejše ideje, podrobneje pa se ukvarja predvsem z Ricardovo obliko delovne teorije vrednosti. Delo je napisal ekonomist in politik Igor Omerza, avtor spremne študije na koncu knjige pa je profesor Marko Lah.
Na temo Ricarda in njegovih idej je bilo v Sloveniji napisanih nekaj diplomskih in magistrskih del, doktorskih disertacij ter člankov za revije in časopise.